# SN 2006jn
SN 2006jn – supernowa typu Ia odkryta 30 września 2006 roku w galaktyce A003039+0008. W momencie odkrycia miała maksymalną jasność 23,10m.